# 富峪卫
富峪卫，明洪武二十四年（1391年）升富峪千户所置，治今河北省平泉县北，属北平行都指挥使司。永乐元年（1403年）徙京师（即今北京市），后废。 